# Langstadt
Langstadt is een plaats in de Duitse gemeente Babenhausen (Hessen), deelstaat Hessen, en telt 1100 inwoners (2007).